# مارتن ليندسي (ملاكم)
مارتن ليندسي (بالإنجليزية: Martin Lindsay)‏ مواليد 10 مايو 1982 في بلفاست، هو ملاكم محترف بريطاني بدأ مسيرته الاحترافية سنة 2004. حقق بطولة الاتحاد الدولي للملاكمة.

## إحصائيات
خاض خلال مسيرته 24 نزالا، فاز في 21 ولم يتعادل وخسر في 3. فاز بالضربة القاضية في 8 نزالا.

## وصلات خارجية
- مارتن ليندسي على موقع بوكس ريك (الإنجليزية) (registration required)
- الموقع الرسمي